# الغميس (الجوبة)

تعديل مصدري - تعديل

الغميس هي إحدى قرى عزلة نجا بمديرية الجوبة التابعة لمحافظة مأرب، بلغ تعداد سكانها 97 نسمة حسب تعداد اليمن لعام 2004.